# Der Hauptmann von Köpenick (1931)
Der Hauptmann von Köpenick ist ein deutscher Kinospielfilm nach dem gleichnamigen Theaterstück von Carl Zuckmayer. Regie führte Richard Oswald, die Titelrolle übernahm Max Adalbert. In tragenden Rollen sind Käthe Haack, Friedrich Kayssler und Max Gülstorff besetzt. Die Uraufführung des Films fand am 22. Dezember 1931 statt.

## Handlung
Nach 23 Jahren Zuchthaushaft wird der Schuhmacher Wilhelm Voigt entlassen. In der neuen Freiheit versucht er, Arbeit zu finden, und will eine bürgerliche Existenz gründen. Doch schon recht bald findet sich Voigt im Hamsterrad der Bürokratie wieder. Ohne Pass erhält er keine Arbeit und ohne Arbeit bekommt er keinen Pass. Niemand fühlt sich für ihn zuständig, und so nimmt Wilhelm Voigt sein Schicksal auf die ihm vertraute Weise in die eigene Hand: Er überredet seinen Kumpanen Kallenberg dazu, gemeinsam in ein Polizeirevier einzubrechen, wo er sich einen Pass beschaffen möchte. Dabei werden sie auf frischer Tat ertappt und Voigt muss weitere zehn Jahre ins Zuchthaus.
In der gefängniseigenen Bibliothek studiert Voigt Literatur zu militärischen Themen: preußisches Exerzierreglement und Felddienstordnung. Der Gefängnisdirektor unterstützt die Häftlinge bei der Vorbereitung auf ein sinnvolles Leben und ist hocherfreut, dass Voigt sich weiterbildet. Nach seiner Entlassung zieht Voigt bei seiner Schwester Marie und deren Mann ein und will sich mit ehrlicher Arbeit ein neues Leben aufbauen. Wegen seiner Vorstrafen wird die polizeiliche Anmeldung aber zum Anlass genommen, ihn als „Gewohnheits-Verbrecher“ aus Berlin auszuweisen. Zunächst ist Voigt verzweifelt. Dann kommen ihm seine zuletzt erworbenen Kenntnisse über militärische Uniformen und Dienstvorschriften zugute. Er kauft bei einem Trödler eine ausgediente Hauptmanns-Uniform und legt sie auf der öffentlichen Toilette am Schlesischen Bahnhof an. Mit seiner neuen Erscheinung wird Voigt überall respektiert und bringt ein Dutzend vorbeimarschierende Wachsoldaten unter sein Kommando. Mit diesem Trupp fährt per Stadtbahn in den Berliner Vorort Köpenick. Dort nimmt er, quasi im Handstreich, das Rathaus ein, lässt den perplexen aber angesichts der Hauptmanns-Uniform widerstandslosen Bürgermeister und den Stadtkämmerer verhaften und beschlagnahmt die Gemeindekasse. Allerdings hat er noch immer keinen Pass, da es im Rathaus zu Köpenick keine Passabteilung gibt.
Der falsche Hauptmann lässt die Gefangenen zur Neuen Wache in Berlin bringen, zieht sich am Schlesischen Bahnhof erneut um und taucht unter. In den folgenden Tagen ist die Presse voll mit Meldungen über diesen amüsanten Streich, selbst der Kaiser amüsiert sich königlich. Schließlich stellt sich Voigt den Behörden und lässt sich dabei einen Pass versprechen. Nach einem kurzen Gefängnisaufenthalt wird Schuster Voigt vom Monarchen begnadigt und bekommt bei der Entlassung endlich einen Pass ausgehändigt.

## Produktionsnotizen
Der von der Roto-Film GmbH produzierte Film ist nicht die erste Produktion, die sich mit den Ereignissen um den Hauptmann von Köpenick des Jahres 1906 beschäftigte, jedoch die erste Adaption des gleichnamigen Theaterstücks von Carl Zuckmayer.
Gedreht wurde in der Berliner Innenstadt sowie im Rathaus von Berlin-Köpenick. Die Filmbauten, die einen glaubhaften Einblick in die Dienststuben und Wohnwelten der Kaiserzeit ermöglichen, stammen von Franz Schroedter. Im Film erklingt der Petersburger Marsch. Max Adalbert wiederholte hier die Rolle seines Lebens, mit der er kurz zuvor Theatergeschichte geschrieben hatte.
Bis Januar 1933 lief der Film auch in Dänemark, Frankreich und den USA an. Alive gab den Film am 4. Juli 2014 innerhalb der Reihe „Juwelen der Filmgeschichte“ auf DVD heraus.

## Rezeption

### Kritiken
Das Deutsche Filminstitut & Filmmuseum schrieb, Oswald entwickle „eine ganze Reihe von überraschenden Regieeinfällen, die den satirischen und humanistischen Grundgestus des Films – heute noch so unmittelbar berührend wie damals – anschaulich verdeutlichen“ würden. Der Film gelte als „Klassiker des gesellschaftskritischen Films der Weimarer Republik“ und stelle zugleich „einen bedeutsamen Film“ dieser Zeit dar.
Die zeitgenössische Kritik war voll des Lobes für den Film. Der Kritiker Hans Feld schrieb 1931 im Film-Kurier: „Darsteller im Ensemble und doch in der vorbehaltlosen Einfachheit überragend, so spielt Max Adalbert den Voigt. Von rührender Einfältigkeit ist dieser Schuster. Einer, den das Leben kaputt gemacht hat; und der doch den leisen Humor, die Güte in den Augenwinkeln nicht verloren hat. […] Wir lachten, lachten; alle. Und waren hinterher doppelt froh, daß man, während die Heiterkeit entfesselt war, des Lachens Anlaß nicht zu vergessen brauchte. Ein Stück fürs Volk, ein Stück aus dem Volk ist dies: Zuckmayers ‚Hauptmann von Köpenick‘. Und Adalbert leiht ihm Gestalt und Leben.“
Zu Max Adalberts Interpretation des Schuster Voigt heißt es in Das große Personenlexikon des Films: Seine größte und ergreifendste schauspielerische Leistung gelang ihm 1931 auf der Bühne mit der Charakterstudie des ‘Hauptmann von Köpenick’, den er im gleichen Jahr auch im Film spielen sollte und als ein verzweifeltes Opfer im Räderwerk preußischer Bürokratenwillkür darstellte.
Bezüglich Richard Oswalds Regieleistung ist in Es wird im Leben dir mehr genommen als gegeben … zu lesen: Seine Adaption von Carl Zuckmayers Drama ‚Der Hauptmann von Köpenick‘ mit einem ausgezeichnet aufspielenden Max Adalbert in seiner besten (tragischen) Rolle wurde Oswalds letzter bedeutender Film.
Im Lexikon des internationalen Films wird diese Kinofilmfassung wie folgt gewürdigt: „Die beißend satirische Verfilmung des Stückes von Carl Zuckmayer zeigt den traurigen Helden als bedauernswertes Produkt der bornierten Bürokratie und des Militarismus der wilhelminischen Gesellschaft. Ein Film von anrührender Menschlichkeit und mit starker Atmosphäre.“
Der Vergleich zwischen der Rühmann- und der Adalbert-Version 25 Jahre zuvor fiel im Heyne Filmlexikon zugunsten von Richard Oswalds Inszenierung aus: Carl Zuckmayers Geschichte vom vorbestraften Schuster Wilhelm Voigt, der sich in der Uniform eines Hauptmanns über die bürokratischen Hemmnisse beim Erlangen eines Passes hinwegzusetzen versucht, in einer ganz auf den Hauptdarsteller zugeschnittenen, menschlich-komödiantischen Film-Version. Aber die Verfilmung von Richard Oswald, 1931, war doch besser.

### Auszeichnung
Der Film erhielt das Prädikat „Künstlerisch“.

### Neuverfilmungen
Im amerikanischen Exil verfilmte Oswald den Stoff des Hauptmanns von Köpenick 1941 noch einmal in englischer Sprache mit Albert Bassermann in der Titelrolle. Die künstlerisch hochwertige, aber weitgehend unbeachtet gebliebene Neuverfilmung unter dem Titel I Was a Criminal wurde erst 1945 uraufgeführt.
1956 verfilmte Helmut Käutner den Stoff ein weiteres Mal mit Heinz Rühmann in der Rolle des Schusters Wilhelm Voigt.
Rainer Wolffhardt inszenierte für die ARD 1960 eine Version mit Rudolf Platte als Wilhelm Voigt.
Zudem drehte Frank Beyer 1997 einen Fernsehfilm mit Harald Juhnke in der Rolle des Schusters Wilhelm Voigt.